# Comanche 3
Comanche 3 est un jeu vidéo de combat aérien développé et édité par NovaLogic, sorti en 1997 sur DOS. Le joueur y pilote un RAH-66 Comanche.

## Comanche Gold
Comanche Gold est un réédition de Comanche 3 compatible Windows. Elle intègre de nouveaux effets climatiques, quatre nouvelles campagnes comportant huit missions chacune, un éditeur de missions, des possibilités supplémentaires de customisation de l'armement des hélicoptères et des résolutions allant de 320 x 200 à 800 x 600.

## Accueil
- GameSpot : 8,6/10[1]